# Aeroportul Southern California Logistics
Aeroportul Southern California Logistics (IATA: VCV, ICAO: KVCV, FAA LID: VCV) este un aeroport din California, Statele Unite ale Americii ce deservește zona Victorville. Aeroportul a fost tranzitat în 2019 de 46 de pasageri. A fost deschis în 1941.
Situat la o altitudine de 879 m, aeroportul dispune de 2 piste. Este operat de United States Air Force.

## Infrastructură

### Piste
Aeroportul dispune de 2 piste. Pista 03/21 are suprafața de beton și dimensiunile 9.137 picioare × 150 picioare. Pista 17/35 are suprafața de beton și dimensiunile 15.049 picioare × 150 picioare. 